# Вадул-луй-Водэ
Ва́дул-луй-Во́дэ (рум. Vadul lui Vodă, рус. Княжий брод) — город в Молдавии в составе сектора Чеканы муниципия Кишинёв.
Вадул-луй-Водэ расположен на правом берегу Днестра в 23 км от Кишинёва. Благодаря живописной долине Днестра зона отдыха в Вадул-луй-Водэ является излюбленным местом досуга кишинёвцев и жителей соседних населённых пунктов. На берегу Днестра расположены пляжи, дома отдыха, санатории, бары, рестораны, спортивные площадки.
В 2007 году Вадул-луй-Водэ присвоен статус «город-курорт Молдовы».

## История
Первое документальное упоминание местности датируется 1432 годом, а первичный документ, в котором говорится о населённом пункте Вадул-луй-Водэ был издан в 1732 году. Вадул-луй-Водэ упоминается в переписи населения 1774 года. По сведениям летописцев в конце XV века на этом месте переправлялось войско Стефана Великого. Одержав победу над турками на месте переправы через Днестр он основал поселение, которое назвал «Вадул луй Штефан Водэ».
Изначально село административно входило в состав Кишинёвского уезда, сначала относилось к Меренской волости, а с 1913 года — к Будештской волости.
Во время румынской оккупации (1918—1940, 1941—1944) село относилось к пласе Кишинёв (Будешты).
Во время нахождения с составе СССР с 1940 по 1956 год Вадул-луй-Водэ являлось административным центром одноимённого района, с 1956 года по 1968 год — в составе Криулянского района, с августа 1968 года — в подчинении горсовета Кишинёва.
Развиваться как курорт стал с 1960-х годов. С 22 августа 1968 года — посёлок городского типа. В посёлке в советское время были построены два завода ЖБИ. После обретения независимости Молдавии, как и все пгт, получил статус города. С 2005 года Вадул-луй-Водэ получил статус города-курорта.
В городе имеется церковь святого Дмитрия Солунского. Храмовый праздник отмечается 8 ноября.

## Современное состояние
Сейчас в городе работает насосная станция ассоциации «Апэ-канал», которую обслуживают около 60 человек. Функционируют начальная школа, лицей, музыкальная и спортивная школы, Дом творчества учащихся, детский сад, поликлиника, больница, две библиотеки, Дом Культуры, этнографический музей, музей боевой славы. В городе есть два санатория — кардиологический «Букурия» и многопрофильный «Сперанца» — для ветеранов и инвалидов войны и труда. Санатории работают круглый год. В них ежегодно отдыхают и лечатся по 5 тысяч человек. Кроме этого, в зоне отдыха расположено около 100 баз отдыха, кемпингов, летних детских лагерей. В окрестностях находится Днестровский парк площадью 584 га.
Площадь города составляет 1450 га, простирается он с запада на восток по правому берегу Днестра. Условно Вадул-луй-Водэ делится на две части: Вадул-луй-Водэ и Новые Вадул-луй-Водэ. Жилой фонд города составляет 12 многоэтажек, из которых 5 ведомственных и 7 на балансе примэрии.
Население Вадул-луй-Водэ составляет около 4,5 тыс. человек, но в летний период оно увеличивается до 15 тысяч. Из них около 1000 — пенсионеры. В 2001 году родился 31 ребёнок, в 2003-м — 39 детей, в 2004—2005-х — по 52 ребёнка, а с января по октябрь 2006 — 47 детей.

## Транспорт
Населённый пункт связан с Кишинёвом автобусными маршрутами № 31 и маршрутными такси № 130 и 131.